# ووتر دن هان
ووتر دن هان (بالهولندية: Wouter den Haan)‏ هو اقتصادي هولندي، ولد في 22 يوليو 1962.